# Zallemenut (nog 'n keertje overdoen)
Zallemenut (nog 'n keertje overdoen) is een single van Adèle Bloemendaal. Het is een carnavalskraker geweest in 1974 en verscheen dus niet op een regulier album. Schrijvers Ted Powder en Pieter Goemans komen met allerlei zaken, die verkeerd zijn gegaan en beter overgedaan kunnen worden (onder andere een vierkante neus na mislukte plastische chirurgie). Er wordt gezongen over een dronkenschap met veel plezier tijdens een vorig carnaval, dat nu (in 1974) herhaald kan worden. De titel is al een beetje in dronkenmanstaal gezet en terloops wordt verwezen naar de titel van haar carnavalshit van het voorgaand jaar, Hallelujah kameraden. Voor de orkestratie en het dirigeren was Jack Bulterman aangetrokken.
Het is een van de vier hits die Adèle Bloemendaal had als soloartieste, ze had er ook nog drie met het team van 't Schaep met de 5 pooten. Op de B-kant staat het onbekende "Een moederhart", geschreven door Heinz Polzer.
Dé carnavalshit van 1974 was echter Den Uyl is in den olie van Vader Abraham.

## Lijsten

### Nederlandse Top 40
| Hitnotering: week 4 t/m 9 in 1974 | Hitnotering: week 4 t/m 9 in 1974 | Hitnotering: week 4 t/m 9 in 1974 | Hitnotering: week 4 t/m 9 in 1974 | Hitnotering: week 4 t/m 9 in 1974 | Hitnotering: week 4 t/m 9 in 1974 | Hitnotering: week 4 t/m 9 in 1974 | Hitnotering: week 4 t/m 9 in 1974 |
| Week:                             | 1                                 | 2                                 | 3                                 | 4                                 | 5                                 | 6                                 |                                   |
| --------------------------------- | --------------------------------- | --------------------------------- | --------------------------------- | --------------------------------- | --------------------------------- | --------------------------------- | --------------------------------- |
| Positie:                          | 26                                | 14                                | 12                                | 15                                | 25                                | 30                                | uit                               |

### NederlandseDaverende 30
| Hitnotering: 19-01-1974 t/m 22-02-1974 | Hitnotering: 19-01-1974 t/m 22-02-1974 | Hitnotering: 19-01-1974 t/m 22-02-1974 | Hitnotering: 19-01-1974 t/m 22-02-1974 | Hitnotering: 19-01-1974 t/m 22-02-1974 | Hitnotering: 19-01-1974 t/m 22-02-1974 | Hitnotering: 19-01-1974 t/m 22-02-1974 |
| Week:                                  | 1                                      | 2                                      | 3                                      | 4                                      | 5                                      |                                        |
| -------------------------------------- | -------------------------------------- | -------------------------------------- | -------------------------------------- | -------------------------------------- | -------------------------------------- | -------------------------------------- |
| Positie:                               | 30                                     | 24                                     | 14                                     | 13                                     | 17                                     | uit                                    |